# British Home Championship 1952/53
Die British Home Championship 1952/53 war die 58. Auflage des im Round-Robin-System ausgetragenen Fußballwettbewerbs zwischen den vier britischen Nationalmannschaften von England, Nordirland (bis 1949/50 Irland), Schottland und Wales.
| Pl.                                            | Nationalmannschaft | Sp. | S | U | N | Tore    | Punkte |
| ---------------------------------------------- | ------------------ | --- | - | - | - | ------- | ------ |
| 1.                                             | England            | 3   | 1 | 2 | 0 | 009:600 | 04:20  |
| 2.                                             | Schottland         | 3   | 1 | 2 | 0 | 005:400 | 04:20  |
| 3.                                             | Nordirland         | 3   | 0 | 2 | 1 | 005:600 | 02:40  |
| 4.                                             | Wales              | 3   | 1 | 0 | 2 | 006:900 | 02:40  |
| England und Schottland teilten sich den Titel. |                    |     |   |   |   |         |        |

|                                               |   |            |           |
| 4. Oktober 1952 in Belfast (Windsor Park)     |   |            |           |
| Nordirland                                    | – | England    | 2:2 (1:1) |
| 18. Oktober 1952 in Cardiff (Ninian Park)     |   |            |           |
| Wales                                         | – | Schottland | 1:2 (1:1) |
| 5. November 1952 in Glasgow (Hampden Park)    |   |            |           |
| Schottland                                    | – | Nordirland | 1:1 (0:0) |
| 12. November 1952 in London (Wembley Stadium) |   |            |           |
| England                                       | – | Wales      | 5:2 (3:1) |
| 15. April 1953 in Belfast (Windsor Park)      |   |            |           |
| Nordirland                                    | – | Wales      | 2:3 (1:?) |
| 18. April 1953 in London (Wembley Stadium)    |   |            |           |
| England                                       | – | Schottland | 2:2 (1:0) |